# José María Químper
José María Químper (9 septembre 1828, Camaná - 4 juin 1902, Lima) est un avocat et homme politique péruvien.

## Biographie
Il est ministre de l'Intérieur de 1865 à 1867, puis ministre de l'Économie en 1879.

### Sources
- (es) Cet article est partiellement ou en totalité issu de l’article de Wikipédia en espagnol intitulé « José María Químper » (voir la liste des auteurs).